# Chironomus ceylanicus
Chironomus ceylanicus är en tvåvingeart som först beskrevs av Jean-Jacques Kieffer 1911.  Chironomus ceylanicus ingår i släktet Chironomus och familjen fjädermyggor.
Artens utbredningsområde är Sri Lanka. Inga underarter finns listade i Catalogue of Life.